# 阿吾乎墓地
阿吾乎墓地，位于中国青海省同仁市年都乎乡年都乎村，为青海省市县级文物保护单位，公布日期为1988年8月26日，类型为古墓葬。
阿吾乎墓地的历史年代为青铜时代。